# Conflans-Sainte-Honorine
Conflans-Sainte-Honorine, of kortweg Conflans, is een Franse gemeente in het departement Yvelines in het noordwesten van de Parijse agglomeratie. Hier mondt de Oise in de Seine uit, en de plaats speelt een belangrijke rol in de binnenvaart in Frankrijk. Hij wordt aangeduid als de binnenvaarthoofdstad van Frankrijk. Op 1 januari 2022 telde Conflans-Sainte-Honorine 36.306 inwoners.

## Geschiedenis
Conflans was al in de nieuwe steentijd bewoond. 
In de negende eeuw lag hier een houten burcht op een kalkstenen heuvel boven de Seine, ongeveer een kilometer bovenstrooms van de samenvloeiing met de Oise. De plaatsnaam is afgeleid van het Latijn voor samenvloeiing, confluens. Aan het einde van de elfde eeuw liet de heer van Conflans een stenen kasteel bouwen, de Tour Montjoie. Hij vergaarde inkomsten door tol te heffen op de boten die op de Seine voeren. 
In 876 brachten monniken uit Graville (Le Havre) de relieken van de heilige Honorina van Graville naar deze stroomopwaarts gelegen plaats om ze te beschermen tegen plunderende Vikingen. In 1080 werden de kostbare resten van de vierde-eeuwse martelares overgebracht naar een priorij, gesticht door monniken van de abdij van Le Bec-Hellouin. Conflans werd een belangrijke bedevaartsplaats. Tegen de zestiende eeuw werd de priorij verlaten, maar de relieken bleven bedevaarders aantrekken. 
In het midden van de negentiende eeuw werd de Seine gekanaliseerd en werd werd Conflans-Sainte-Honorine een belangrijke binnenhaven waar de schepen zich verzamelden om in konvooi voortgetrokken te worden. In 1877 en 1892 werden er treinstations geopend en werd de gemeente gemakkelijker toegankelijk vanuit Parijs. Voor de groeiende bevolking werden nieuwe wijken aangelegd. Vanaf de jaren 1920 kwam er ook industrie in de gemeente. In de vestiging van LTT werden telefoon- en telegraafkabels gemaakt. In 1985 sloot deze fabriek.

### In het nieuws: 2020
De gemeente kwam in 2020 in het nieuws door een jihadistische aanslag op een leraar van een middelbare school: de moord op Samuel Paty.

## Geografie
Op 1 januari 2022 had de stad 36.306 inwoners op een oppervlakte van 9,9 vierkante kilometer; de bevolkingsdichtheid was 3.667,3 inwoners per km². De stad ligt op de oostoever van de Oise en de noordoever van de Seine, maar een strook van honderd tot enkele honderden meters op de zuidoever hoort er ook bij.
De onderstaande kaarten tonen de ligging van Conflans-Sainte-Honorine met de belangrijkste infrastructuur en aangrenzende gemeenten.

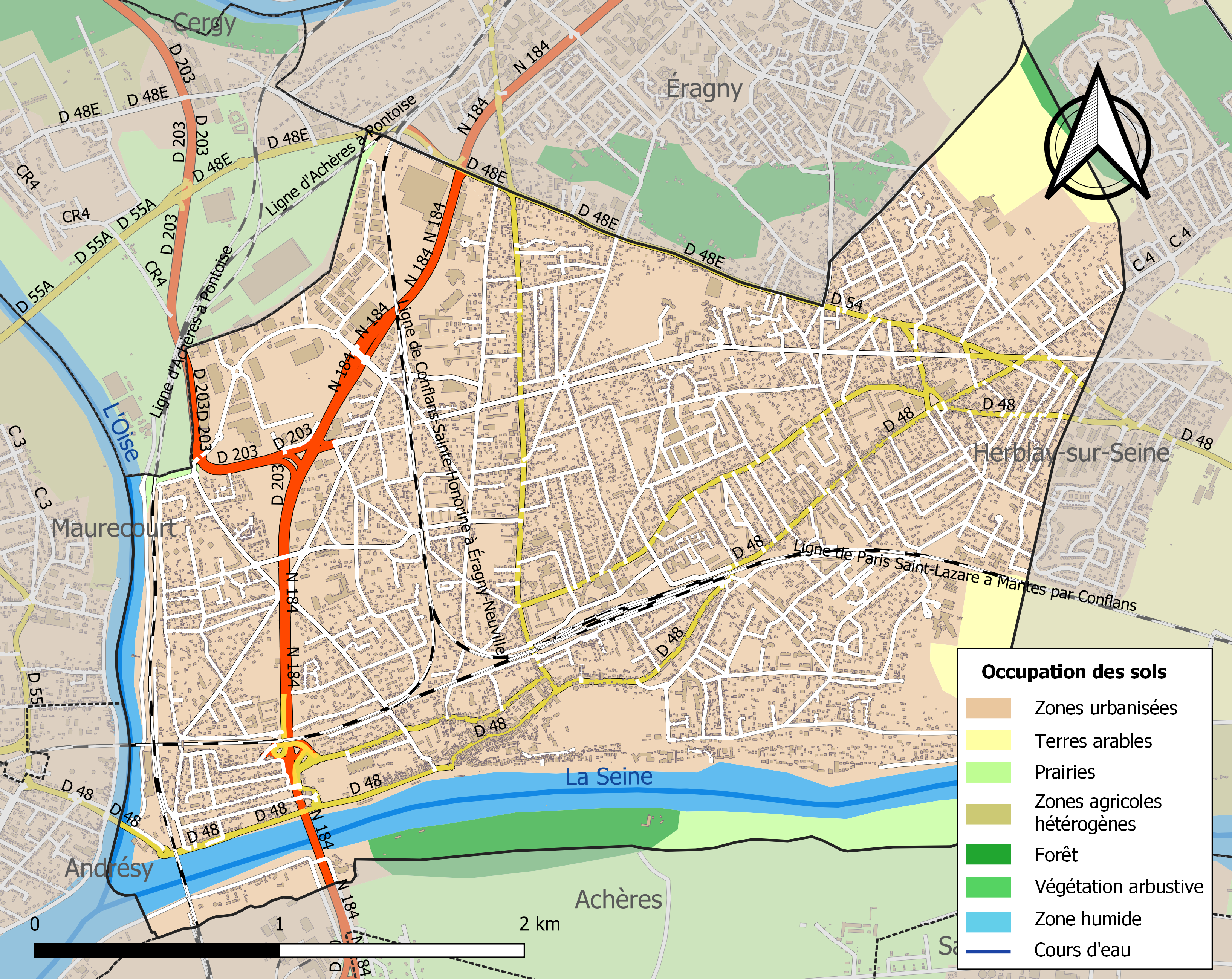
Landgebruik en infrastructuur.

## Demografie
Onderstaande figuur toont het verloop van het inwonertal, bron: INSEE-tellingen.

## Verkeer en vervoer
De gemeente heeft een belangrijke haven voor de binnenvaart, de Port Seine-Métropole Ouest (PSMO). Daarnaast is er sinds 1991 ook de Port Saint-Nicolas voor binnenschepen gebruikt voor de pleziervaart.
Door de gemeente lopen twee spoorlijnen: Evenwijdig aan de Seine ligt Paris-Saint-Lazare - Mantes-Station via Conflans-Sainte-Honorine, waaraan sinds 1892 station Conflans-Sainte-Honorine ligt. De lijn Achères - Pontoise loopt evenwijdig aan de Oise, bijna haaks op de andere lijn. Op het kruispunt van de lijnen ligt het kleinere maar oudere Station Conflans-Fin-d’Oise, gebouwd in 1877. 

## Bezienswaardigheden
De Tour Montjoie is een vierkante donjon uit het einde van de elfde eeuw. De toren is vijftien meter hoog en telt drie verdiepingen. Het is een voorbeeld van de eerste generatie stenen donjons die gebouwd werden in de regio van Parijs. Het Château du Prieuré werd gebouwd op de plaats van de vroegere priorij. Sinds 1966 is hier het Musée de la batellerie et des voies navigables gevestigd, een museum over de geschiedenis van de binnenvaart. Het voormalige kasteelpark is opengesteld als openbaar park (Parc du Prieuré). Een ander kasteel is het zeventiende-eeuwse Château de Théméricourt. 
De kerk Saint-Maclou gaat terug tot de tiende eeuw en telt verschillende bouwstijlen. Het is een historisch monument. 
Daarnaast telt de gemeente drijvend erfgoed: het ponton L’Hirondelle Le Bien Gagné (negentiende eeuw), de kapelboot Je sers, de stoomsleepboot Jacques en de sleepboot Triton 25.

### Afbeeldingen

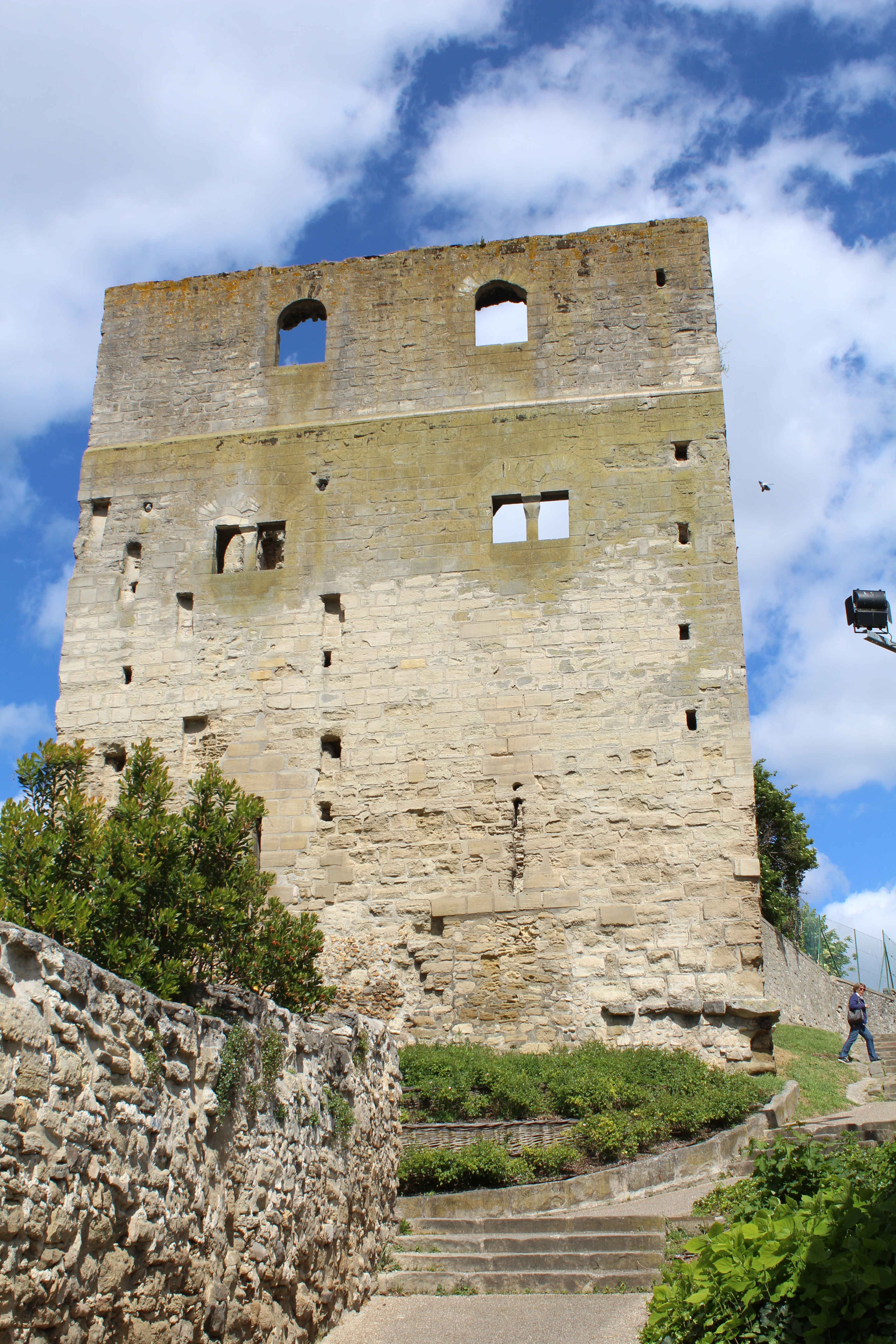
Tour Montjoie
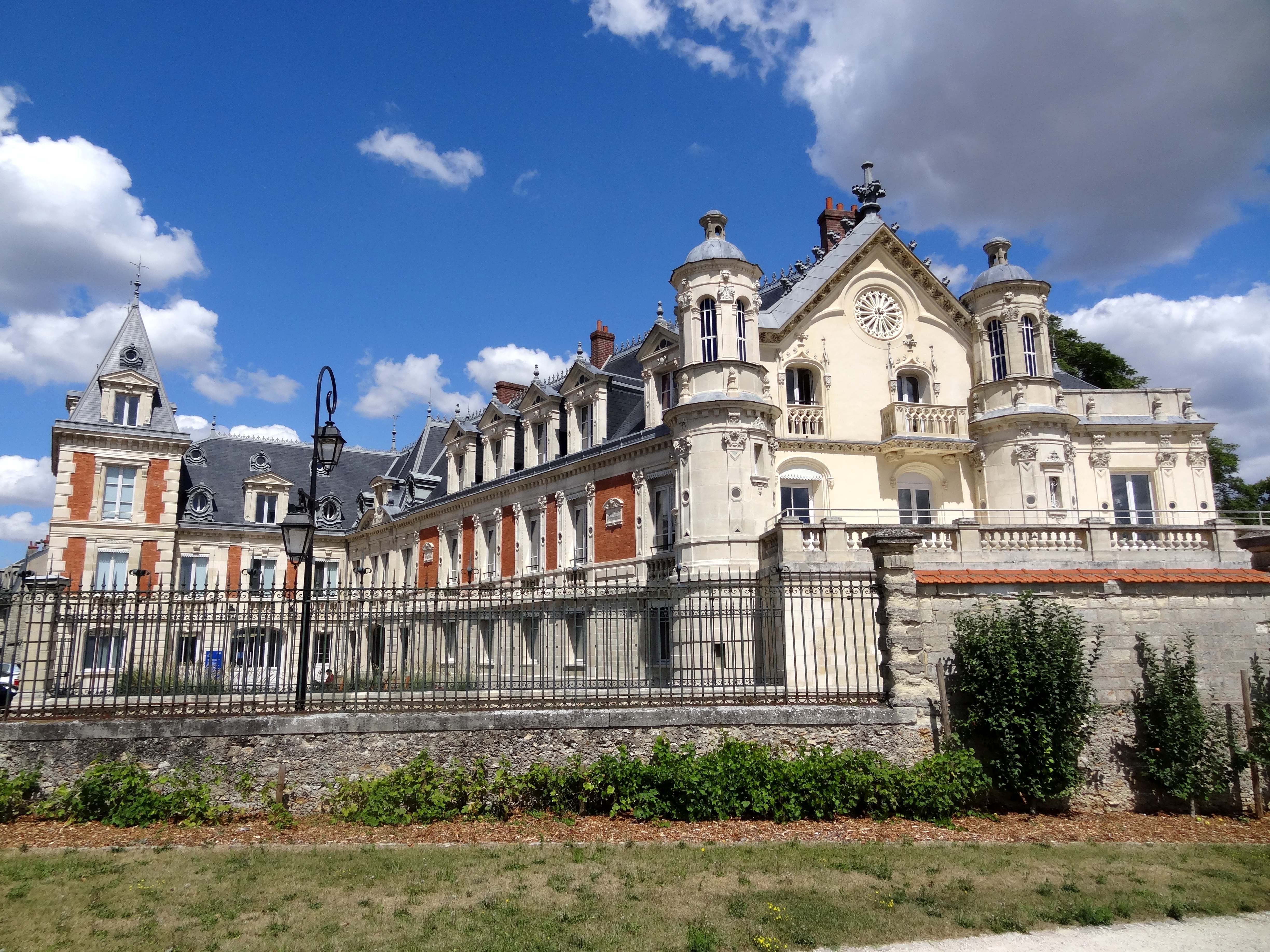
Château du Prieuré
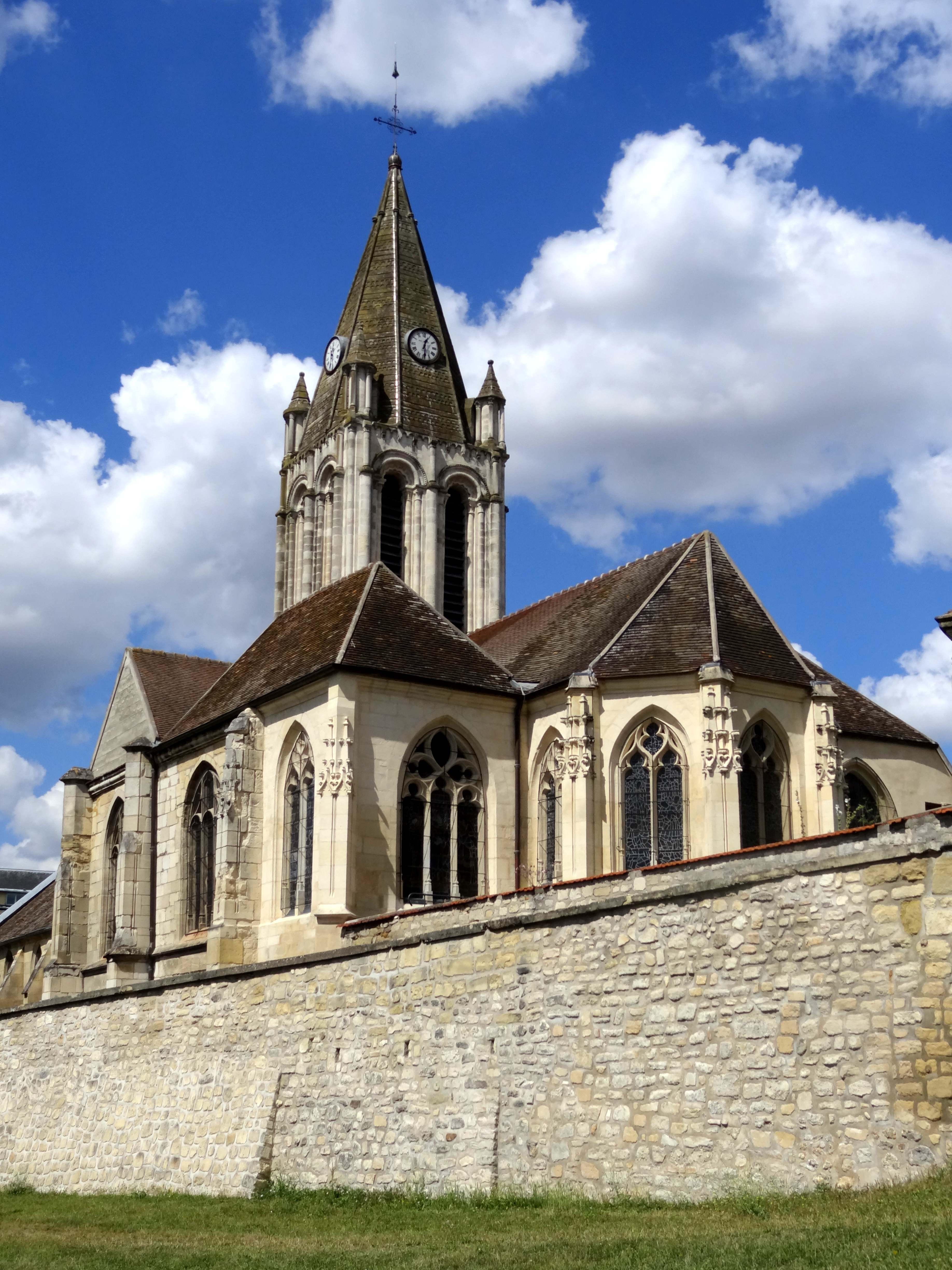
Kerk Saint-Maclou
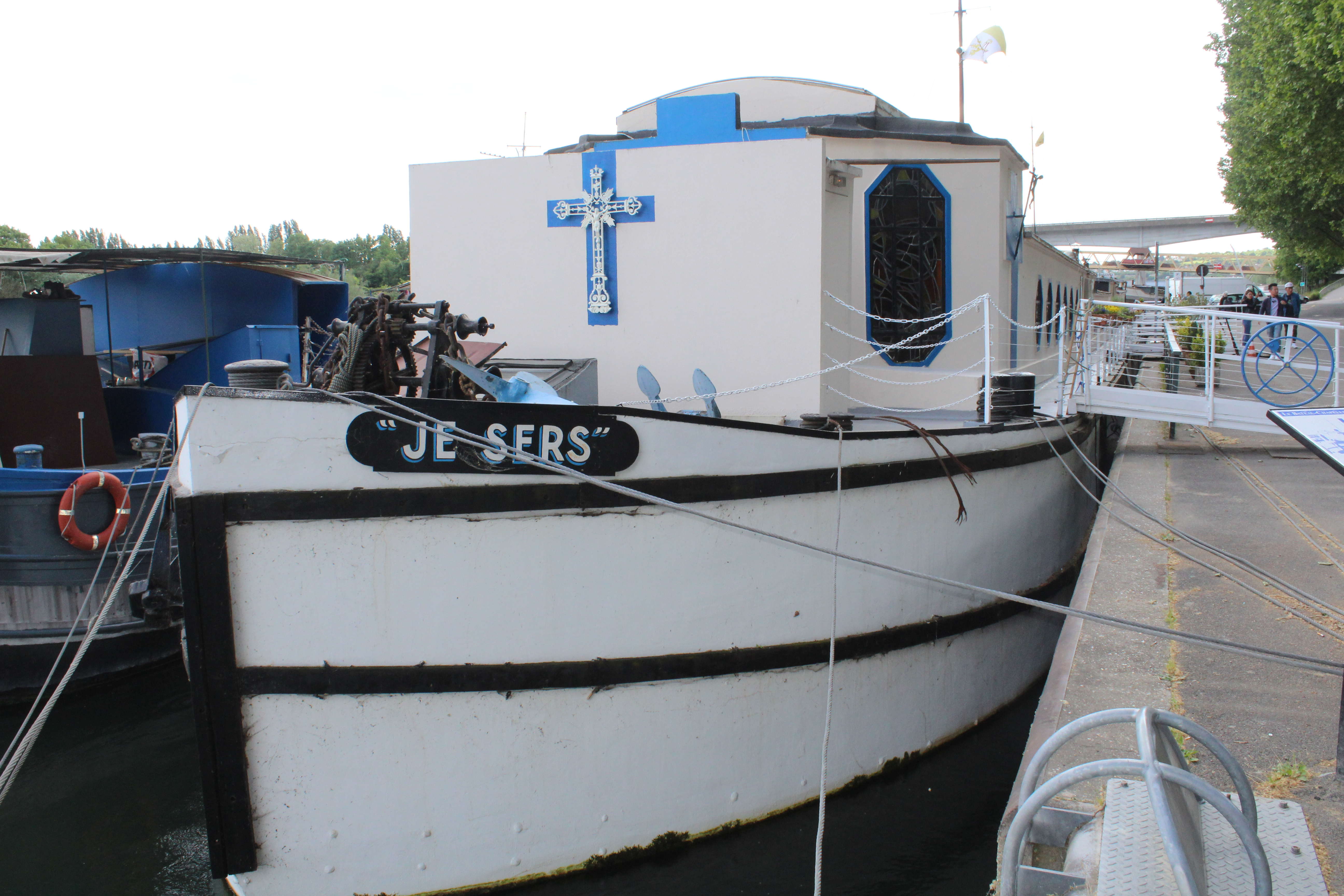
Kapelboot Je Sers
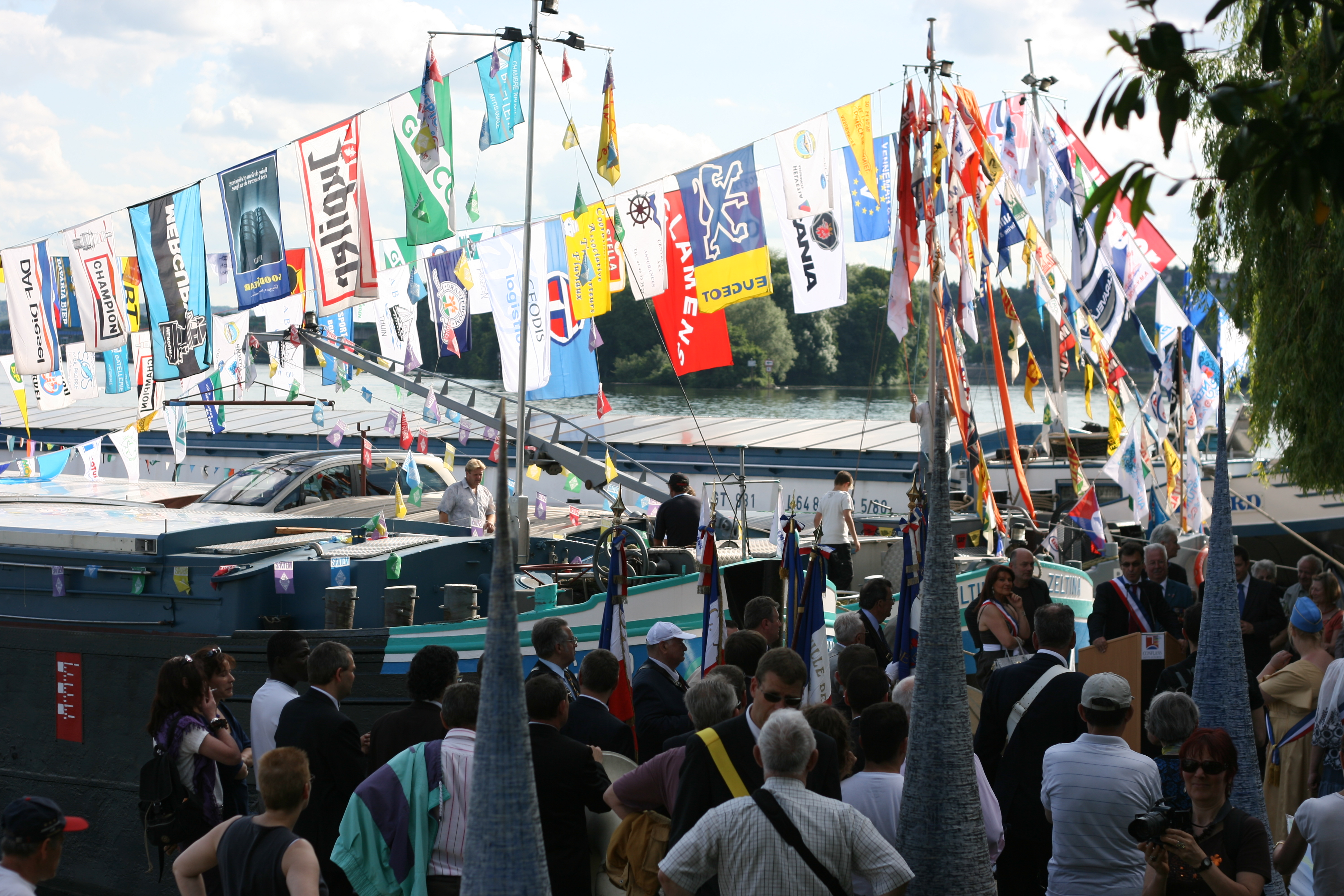
Pardon de la Batellerie

## Partnersteden
- Hanau
- Chimay, aan de bron van de Oise
- Ramsgate
- Tessaoua, sinds 1997

## Websites
- (fr)  Statistische informatie op de website van het Franse bureau voor statistiek INSEE